# Roodkeelbaardvogel
De roodkeelbaardvogel (Psilopogon rubricapillus synoniem: Megalaima rubricapillus) is een vogel uit de familie Megalaimidae (Aziatische baardvogels). De soort is endemisch op Sri Lanka.

## Kenmerken
De vogel is 16 tot 17 cm lang en weegt 32 tot 39 g. Het is een kleine, plompe, groene baardvogel met roodachtige poten. Het mannetje heeft een rood voorhoofd en is in het "gezicht" rondom het oog goudkleurig geel. Dit geel is omzoomd door een zwarte rand die ook aftakt en door het oog loopt. De keel is ook goudkleurig oranje en op de borst zijn oranjerode vlekjes. Het vrouwtje en onvolwassen vogels zijn wat doffer gekleurd en missen de rode vlekken.

## Verspreiding en leefgebied
Deze soort is endemisch op het eiland Sri Lanka. Het leefgebied bestaat uit een groot aantal typen bos in laagland en heuvelland tot op 1300 m boven zeeniveau, zowel stukjes overgebleven regenwoud als bosaanplantingen zoals boomgaarden, agrarisch landschap met wat bomen en zelfs in tuinen en stadsparken.

## Status
De grootte van de wereldpopulatie is niet gekwantificeerd. De roodkeelbaardvogel gaat in aantal achteruit. Echter, het tempo ligt onder de 30% in tien jaar (minder dan 3,5% per jaar). Om deze redenen staat de soort als niet bedreigd op de Rode Lijst van de IUCN.